# 流沙河镇
流沙河鎮是中国湖南省宁乡市下辖镇，因沩水支流“流沙河”流经境内得名。地缘上，流沙河镇西连青山桥镇，北与沙田乡、黄材镇接壤，东与老粮仓镇、灰汤镇毗邻，南与湘乡市翻江镇交界。辖域面积140.57平方公里，2007年全镇人口68,780人（2000年人口普查64,226人），下辖11个村2社区。

## 历史
流沙河镇位于宁乡市西南部，由原流沙河乡、草冲乡、瓦子坪乡和大田方乡于1995年合并设立。
2021年1月7日，花林村后湾组居民喻科良在修整门口大塘塘基时，挖机挖出一个洞穴，约有水缸大小，挖出2万余枚唐朝、宋朝的铜钱，重量约100公斤。

## 区划
截止2016年，下辖11个村2社区，分别是：
- 流沙河社区
- 荷林社区
- 草冲村
- 扶冲村
- 合兴村
- 瓦子坪村
- 大田方村
- 码联村
- 花林村
- 罘罳峰村
- 红石村
- 鸿富村
- 赤塅村

## 地理
流沙河镇的主要水库有：奇观水库、梅花水库、团山水库。
楚江，又名流沙河，是沩水的一条支流，流经此地。
罘罳峰是当地著名旅游景点，山顶有金凤寺，山腰有西游记文化园。

## 经济
流沙河镇境内的山含有花岗岩。
烟草和草冲花猪（宁乡猪）是当地主要农业经济作物和动物。

## 教育
- 高中：宁乡七中
- 初中：大田方中学、草冲九年制学校
- 小学：合兴实验小学、仕堂完全小学

## 交通
省道S209从西南到东北穿过流沙河镇，西南方是青山桥镇，东北风是老粮仓镇。
县道X210往西北方到沙田乡，途径何叔衡故居。
S71娄益高速公路穿过流沙河镇的东部，在老粮仓镇的唐市有唐市互通。
洛湛铁路途径流沙河镇，没有设火车站。

## 宗教
金凤寺（又名金凤禅院）是流沙河镇的一座佛寺，坐落在罘罳峰山顶。
见道庵是流沙河镇的另一座佛寺，供奉蛇恶尊神。

## 出身名人
- 陈慧芳，作家、诗人。
- 陈泽珲，长沙市原常务副市长，2020年和其子陈熙一同落马。[4]